# Saint-Quentin-les-Chardonnets
Saint-Quentin-les-Chardonnets és un municipi francès situada al departament de l'Orne, a la regió de Normandia

## Geografia
Situada entre els boscos virois i adornaves, el municipi és recorregut per dos petits afluents del riu Noireau (el Vautigé i la Jouvine). És limítrofa de Calvados. El burg està travessat per la carretera departamental núm. 924. Està a 4 km al nord-oest de Trinchebray.

## Demografia
1962 - 362 h / 1975 - 311 h / 1990 - 300 h. / 1999 - 302 h.

## Patrimoni i turisme
- Església del segle xix.

## Personalitats unides a la comuna
- Jean-Baptiste Quéruel (1779-1845), químic.